# Лебедево (озеро)
Лебедево — озеро на территории Кестеньгского сельского поселения Лоухского района Республики Карелии.

## Общие сведения
Площадь озера — 1,7 км². Располагается на высоте 107,7 метров над уровнем моря.
Форма озера продолговатая: оно более чем на три километра вытянуто с юго-запада на северо-восток. Берега каменисто-песчаные, преимущественно возвышенные.
С юго-западной стороны в Лебедево впадает ручей, текущий из озера Елового. Из залива в северо-восточной оконечности — вытекает безымянный водоток, впадающий с правого берега в реку Кулат. Последняя впадает с левого берега в реку Кереть, которая, в свою очередь, впадает в Белое море.
Вдоль северо-западного берега озера проходит трасса 86К-127 («Р-21 „Кола“ — Пяозерский — граница с Финляндской Республикой»).
Код объекта в государственном водном реестре — 02020000711102000002293.